# زمان: هنگام زمان برخورد
زمان: هنگام زمان برخورد (به هندی: Samay: When Time Strikes) فیلمی محصول سال ۲۰۰۳ و به کارگردانی رابی گراول است. در این فیلم بازیگرانی همچون سوشمیتا سن، جکی شروف، دینش لامبا، سوشانت سینگ ایفای نقش کرده‌اند.